# 纺轴螺科
纺轴螺科（學名：Columbariidae）是一個在2017年的《布歇特等人的腹足類分類》重新設立的科級分類單元，屬於鉛螺總科的成員。本科在更早期的分類亦曾為科級分類；在2005年的《布歇特和洛克羅伊的腹足類分類》為骨螺總科拳螺科之下的一個亞科。

## 屬
以下為本科之下的屬：
- 纺轴螺属 Columbarium Martens, 1881
  - 纺轴螺 Columbarium pagoda pagoda
  - 棘尾纺轴螺 Columbarium pagoda constatum
  - 齿轮纺轴螺 Columbarium pagoda stellatum
- genus Coluzea Finlay, 1926
- genus Fulgurofusus Grabau, 1904：Histricosceptrum Darragh, 1969是本屬的異名。
- genus Fustifusus Harasewych, 1991
- genus Peristarium Bayer, 1971